# Wilsecker Tunnel
Wilsecker Tunnel – tunel kolejowy o długości 1268 metrów w Niemczech (Nadrenia-Palatynat), zlokalizowany na linii nr 474 (Eifelbahn) łączącej Kolonię z Trewirem, pomiędzy stacjami Kyllburg i Bitburg-Erdorf (kilometry 127 – 128,3). Jest najdłuższym tunelem na linii Eifelbahn.

## Charakterystyka
Budowla skraca przebieg linii na zakolu rzeki Kyll. Portale tunelu wzorowane są na bramach zamkowych. Podobnie jak cały obiekt pochodzą z lat 1870-1872 i są wykonane z piaskowca kyllburskiego. Tunel znajduje się na południe od miejscowości Waldeifel i biegnie pod miejscowością Wilsecker, co dało asumpt nazwie.
1 czerwca 2018 doszło do osunięcia się mas skalnych przy portalu tunelu, co spowodowało wykolejenie się pociągu Regional Express (bez ofiar).